# دونوفان ماوري
دونوفان ماوري (8 مايو 1981 في بلجيكا - ) هو لاعب كرة قدم بلجيكي في مركز الدفاع. لعب مع إف91 دوديلانج ورودا ياي سي ونادي بيروجيا ونادي بينيفينتو وسورينتو كالتشيو ‏ وايه إس دي سامبينديتيس كالتشيو ‏ وVastese Calcio 1902 ‏ ونادي تيرامو ويوفي ستابيا.

## روابط خارجية
- دونوفان ماوري على موقع قاعدة بيانات كرة القدم.إي يو (الإنجليزية)
- دونوفان ماوري على موقع Soccerway.com (الإنجليزية)